# Helicopsyche cuvieri
Helicopsyche cuvieri är en nattsländeart som beskrevs av Kjell Arne Johanson 1999. Helicopsyche cuvieri ingår i släktet Helicopsyche och familjen Helicopsychidae. Inga underarter finns listade i Catalogue of Life.